# Бриньяк-ла-Плен
Бринья́к-ла-Плен (фр. Brignac-la-Plaine, окс. Brenhac) — коммуна во Франции, находится в регионе Лимузен. Департамент — Коррез. Входит в состав кантона Эйан. Округ коммуны — Брив-ла-Гайард.
Код INSEE коммуны — 19030.
Коммуна расположена приблизительно в 420 км к югу от Парижа, в 75 км южнее Лиможа, в 35 км к западу от Тюля.

## Население
Население коммуны на 2008 год составляло 817 человек.
| 1962 | 1968 | 1975 | 1982 | 1990 | 1999 | 2008 |
| ---- | ---- | ---- | ---- | ---- | ---- | ---- |
| 747  | 757  | 780  | 781  | 817  | 807  | 817  |

## Экономика

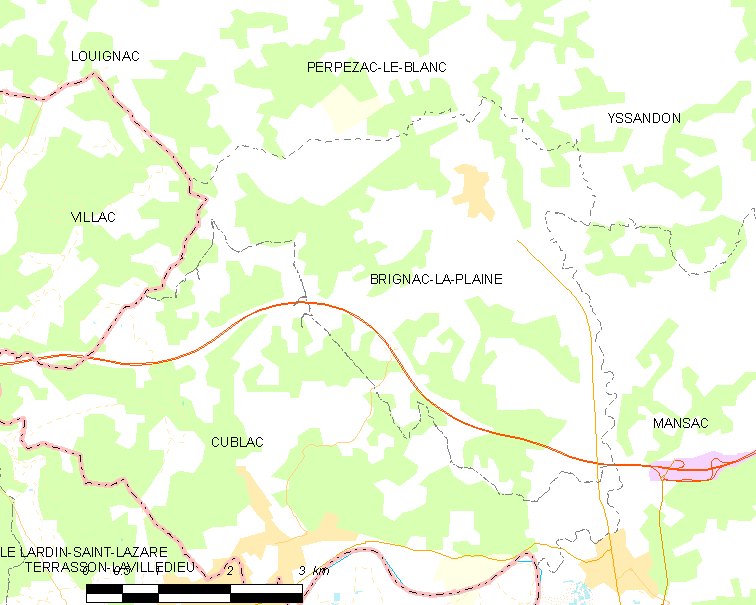
Карта коммуны

В 2007 году среди 507 человек в трудоспособном возрасте (15-64 лет) 378 были экономически активными, 129 — неактивными (показатель активности — 74,6 %, в 1999 году было 71,0 %). Из 378 активных работали 349 человек (190 мужчин и 159 женщин), безработных было 29 (11 мужчин и 18 женщин). Среди 129 неактивных 32 человека были учениками или студентами, 62 — пенсионерами, 35 были неактивными по другим причинам.